# World Database on Protected Areas
De World Database on Protected Areas (WDPA) is de grootste verzameling van gegevens over 's werelds beschermde gebieden op het land en in de zee, met gegevens over meer dan 200 landen en gebieden over de hele wereld. De database vermeldde meer dan 260.000 beschermde gebieden in oktober 2020.
De WDPA is een samenwerkingsverband tussen het United Nations Environment Programme World Conservation Monitoring Centre (UNEP-WCMC) en de International Union for Conservation of Nature (IUCN) World Commission on Protected Areas (WCPA). 
De WDPA levert informatie van onschatbare waarde voor beleidsmakers over de hele wereld, met name voor het meten van de omvang en effectiviteit van beschermde gebieden als indicator voor het halen van de mondiale biodiversiteitsdoelen. 

## Protected Planet
In oktober 2010 lanceerde UNEP-WCMC de op sociale media gebaseerde website Protected Planet, waarmee gebruikers interactief kunnen omgaan met de gegevens in de World Database on Protected Areas en deze kunnen verbeteren.